# Stylodipus telum
Stylodipus telum es una especie de roedor de la familia Dipodidae.

## Distribución geográfica
Se encuentran en China, Kazajistán, Rusia, Turkmenistán, Ucrania y Uzbekistán.